# Campionato britannico di Formula 2 1967
La stagione 1967 della Formula 2 britannica ( RAC British F2 Championship) fu disputata su 5 gare. La serie venne vinta dal pilota austriaco Jochen Rindt su Brabham-Ford. Alan Rees si aggiudicò il campionato (Autocar British F2 Championship) riservato a piloti britannici o del Commonwealth e non graduati.

## La pre-stagione

### Calendario
| Gara | Nome                                        | Circuito                           | Giri     | Lunghezza            | Data      | Note |
| ---- | ------------------------------------------- | ---------------------------------- | -------- | -------------------- | --------- | --- |
| 1    | Guards 100                                  | Circuito di Snetterton             | 10+10+40 | 60x4,361=261,66 km   | 24 marzo  | Gara su due manche da 10 giri ciascuna, più finale da 40. La gara è valida anche come prova del Campionato europeo.                           |
| 2    | BARC 200 Willis Trophy                      | Circuito di Silverstone            | 20+20    | 40x4,710=188,400 km  | 27 marzo  | Gara disputata su due manche da 20 giri ciascuna. La gara è valida anche come prova del Campionato europeo.                                   |
| 3    | I Guards' Trophy                            | Circuito di Mallory Park           | 10+75    | 85x2,172=184,62 km   | 14 maggio | Gara disputata su due batterie di semifinale da 10 giri ciascuna, più finale da 75.                                                           |
| 4    | London Trophy British United Airways Trophy | Circuito di Crystal Palace, Londra | 10+75    | 85x 2,238=190,145 km | 29 maggio | Gara disputata su due batterie di semifinale da 10 giri ciascuna, più finale da 75.                                                           |
| 5    | VII Guards' Trophy                          | Circuito di Brands Hatch           | 10+40    | 50x4,426=213,15 km   | 28 agosto | Gara disputata su due batterie di semifinale da 10 giri ciascuna, più finale da 40. La gara è valida anche come prova del Campionato europeo. |

- Tutte le gare sono disputate nel Regno Unito.

## Risultati e classifiche

### Risultati
| Gara | Circuito       | Tempo     | Velocità | Pole position             | GPV                                     | Vincitore    | Vettura        |
| ---- | -------------- | --------- | -------- | ------------------------- | --------------------------------------- | ------------ | -------------- |
| 1    | Snetterton     | 59:40.6   |          | Jochen Rindt              | Jackie Stewart Graham Hill Jochen Rindt | Jochen Rindt | Brabham-Ford   |
| 2    | Silverstone    | 1'00:13.0 |          | Jochen Rindt              | Jochen Rindt Graham Hill                | Jochen Rindt | Brabham-Ford   |
| 3    | Mallory        | 1'11:06.4 |          | Alan Rees                 | Jacky Ickx                              | John Surtees | Lola-Cosworth  |
| 4    | Crystal Palace | 1'06:57.5 |          | Jean-Pierre Jaussaud      | Jean-Pierre Beltoise Jacky Ickx         | Jacky Ickx   | Matra-Cosworth |
| 5    | Brands Hatch   | 1'02:44.2 |          | Jochen Rindt John Surtees | Jochen Rindt                            | Jochen Rindt | Brabham-Ford   |

### Classifica Piloti
| Pos  | Pilota               | SNE | BARC | MAL | LTR | BRH | Punti |
| ---- | -------------------- | --- | ---- | --- | --- | --- | ----- |
| 1    | Jochen Rindt         | 1   | 1    |     |     | 1   | 27    |
| 2    | Jacky Ickx           | NP  | 7    | 4   | 1   | 5   | 14    |
| 3    | John Surtees         | Rit | 3    | 1   | 7   | NQ  | 13    |
| 4    | Alan Rees            | 3   | 2    | Rit | 4   | Rit | 13    |
| 5    | Bruce McLaren        | 5   | 4    | 3   | 3   |     | 13    |
| 6    | Frank Gardner        | Rit | 6    | 2   | NC  | 4   | 10    |
| 7    | Jackie Stewart       | Rit | 5    |     |     | 2   | 8     |
| 8    | Jean-Pierre Beltoise | Rit | NC   |     | 2   | Rit | 6     |
| 8    | Graham Hill          | 2   | NC   |     |     | 7   | 6     |
| 10   | Jo Schlesser         |     |      |     |     | 3   | 4     |
| 11   | Denny Hulme          | 4   | NC   |     |     |     | 3     |
| 12   | Piers Courage        | 7   | NC   |     | 5   | Rit | 2     |
| 12   | Alan Rollinson       |     |      | 5   |     |     | 2     |
| 14   | Jackie Oliver        | Rit |      | Rit | 6   | 6   | 2     |
| 15   | Jack Brabham         | 6   | 10   |     |     | Rit | 1     |
| 15   | Ian Ruby             | NC  | NC   | 6   | NQ  |     | 1     |
| 17   | Peter Gaydon         |     |      | 7   |     | NQ  | 0     |
| 18   | Robin Widdows        | Rit | 8    | Rit | NQ  | Rit | 0     |
| 18   | Chris Lambert        | SQ  | NC   | 8   | Rit |     | 0     |
| 18   | Johnny Servoz-Gavin  |     |      |     | 8   |     | 0     |
| 18   | Brian Redman         |     |      | 12  | NQ  | 8   | 0     |
| 22   | Mike Spence          |     | 9    | Rit | NQ  |     | 0     |
| 22   | Arthur Mallock       |     |      | 9   | NQ  |     | 0     |
| 22   | Mike Beckwith        | Rit |      |     | 9   | NC  | 0     |
| 22   | Hubert Hahne         | NP  |      |     |     | 9   | 0     |
| 26   | Andrew Fletcher      | Rit |      | 10  | NQ  | NQ  | 0     |
| 26   | Brian Hart           |     | NC   | NP  | 10  |     | 0     |
| 26   | Henri Pescarolo      |     |      |     |     | 10  | 0     |
| 29   | Philip Robinson      |     | 11   | Rit | NP  |     | 0     |
| 29   | Robert Lamplough     | NP  | NC   | 11  | NC  | SQ  | 0     |
| 31   | John Caldwell        |     |      | 13  |     | Rit | 0     |
|      | Trevor Taylor        | Rit | NC   |     |     |     | -     |
|      | Jo Siffert           |     | NC   |     |     |     | -     |
|      | Mike Costin          |     | NC   |     |     |     | -     |
|      | Jimmy Veitch         |     | NC   |     |     |     | -     |
|      | Robert Ellice        |     | NC   |     |     |     | -     |
|      | Julien Gerard        |     |      |     |     | NC  | -     |
|      | Chris Irwin          | Rit |      |     |     | NQ  | -     |
|      | Eric Offenstadt      |     |      | NP  | Rit |     | -     |
|      | Jean-Pierre Jaussaud |     |      |     | Rit |     | -     |
|      | Peter Gethin         |     |      |     | Rit |     | -     |
|      | Brian Myers          |     |      | NP  |     |     | -     |
|      | David Hobbs          |     |      | NP  |     |     | -     |
|      | David Darby          |     |      |     | NP  |     | -     |
|      | Fred Smith           |     |      |     | NQ  |     | -     |
|      | Max Mosley           |     |      |     | NQ  |     | -     |
|      | Mike Walker          |     |      |     |     | NQ  | -     |
|      | Chris Meek           |     |      |     |     | NQ  | -     |
| Pos. | Pilota               | SNE | BARC | MAL | LTR | BRH | Punti |

| Colore  | Risultati                                                         |
| ------- | ----------------------------------------------------------------- |
| Oro     | Vincitore                                                         |
| Argento | 2º posto                                                          |
| Bronzo  | 3º posto                                                          |
| Verde   | Finita, a punti                                                   |
| Blu     | Finita, senza punti Finita, non classificato (NC)                 |
| Viola   | Non finita (Rit)                                                  |
| Rosso   | Non qualificato (NQ) Non pre-qualificato (NPQ)                    |
| Nero    | Squalificato (SQ)                                                 |
| Bianco  | Non partito (NP)                                                  |
| Celeste | Disputa solo le prove (SP)                                        |
| Celeste | Iscritto alle prove libere - Terzo pilota (TP) - dal 2003 al 2006 |
| Vuoto   | Non prende parte alle prove (NPR)                                 |
| Vuoto   | Iscritto ma non presente, non arrivato (NA)                       |
| Vuoto   | Ritirato prima dell'evento (WD)                                   |
| Vuoto   | Infortunato (INF)                                                 |
| Vuoto   | Escluso (ES)                                                      |
| Vuoto   | Gara cancellata (C)                                               |